# 멘카레

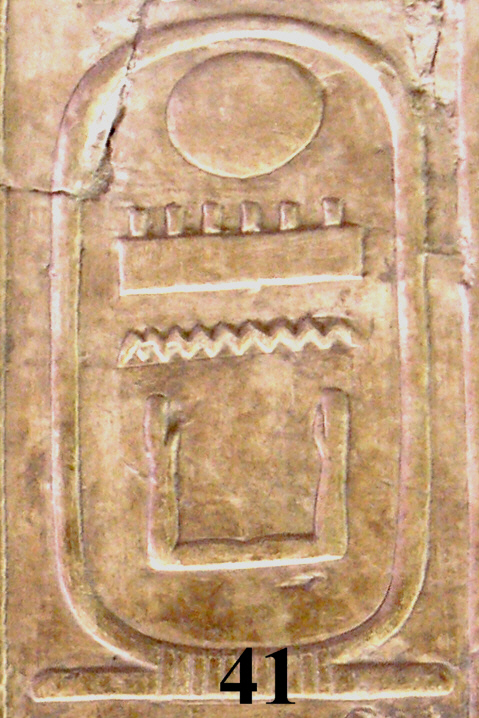

멘카레(Menkare)는 이집트 제1중간기의 파라오이다. 그의 존재는 아비도스 왕 목록에서만 확인할 수 있다.
| 전임 네티에르카레 ? | 이집트 제7왕조의 파라오 ? | 후임 네페르카레 2세 ? |